# Shinkansen-Baureihe 500-900
Der Shinkansen-Triebzug 500-900 (japanisch 新幹線500系900番台電車 Shinkansen 500-kei 900-bandai densha) war ein experimenteller japanischer Hochgeschwindigkeitszug von JR West, der von 1992 bis 1995 zur Erprobung des geplanten Regelbetriebes bei 350 km/h auf der San’yō- und der Tōkaidō-Shinkansen im Einsatz war. Er diente als Grundlage für die Entwicklung der Shinkansen-Baureihe 500, die seit 1996 im Einsatz ist. Der Triebzug 500-900 trug die Bezeichnung „WIN350“, ein Akronym aus „West Japan’s Innovation for operation at 350 km/h“ (englisch für West Japans Innovation für den Betrieb bei 350 km/h).

## Geschichte
Im Gegensatz zur stark nachgefragten Tōkaidō-Shinkansen waren die Fahrgastzahlen auf der San’yō-Shinkansen hinter den Erwartungen zurückgeblieben. Um die Konkurrenzfähigkeit des Shinkansen-Angebots gegenüber insbesondere dem Flugzeug zu verbessern, gab JR West 1990 die Entwicklung eines experimentellen Hochgeschwindigkeitstriebwagens in Auftrag, der bei 350 km/h im Regelbetrieb eingesetzt werden können sollte. 
Die Auslieferung des Triebzuges erfolgte im April 1992. Der Zug wurde im Shinkansen-Bahnbetriebswerk Hakata stationiert und begann im Juni 1992 seine Testfahrten. Am 8. August 1992 stellte die Baureihe 500-900 mit 350,4 km/h einen neuen Geschwindigkeitsrekord in Japan auf.
Die Tests wurden 1995 abgeschlossen und das Fahrzeug zunächst abgestellt. Anlässlich der Präsentation des Vorserienfahrzeugs der Baureihe 500 im Mai 1996 wurde der Triebzug 500-900 zeremoniell verabschiedet. Während die beiden Endwagen erhalten blieben, wurden die Mittelwagen anschließend verschrottet.

## Technik
Wenngleich die Baureihe 500-900 eine wichtige Grundlage für die Entwicklung der Baureihe 500 bildete, handelt es sich nicht um einen Prototyp. Wichtiges Ziel der Erprobungen mit der Baureihe 500-900 war die Minimierung der Lärmbelastung bei sehr hohen Fahrgeschwindigkeiten. Aus diesem Grund konnte der Zug mit unterschiedlichen aerodynamischen Verkleidungen umgerüstet werden, so zum Beispiel auch eine Front, die der späteren Baureihe N700 ähnelte, jedoch aufgrund ungenügender Haltbarkeit bei der späteren Baureihe 500 nicht verwendet wurde.
Die beiden Endwagen hatten eine unterschiedliche Formgebung: Während Wagen 500-901 möglichst glatt gestaltet war, war bei Wagen 500-906 die Fahrerkanzel stärker profiliert.
Ein weiteres großes Augenmerk lag auf den Stromabnehmern, von denen im Verlaufe des Testprogramms unterschiedliche Bauarten getestet wurden, so auch ein Modell von Siemens.

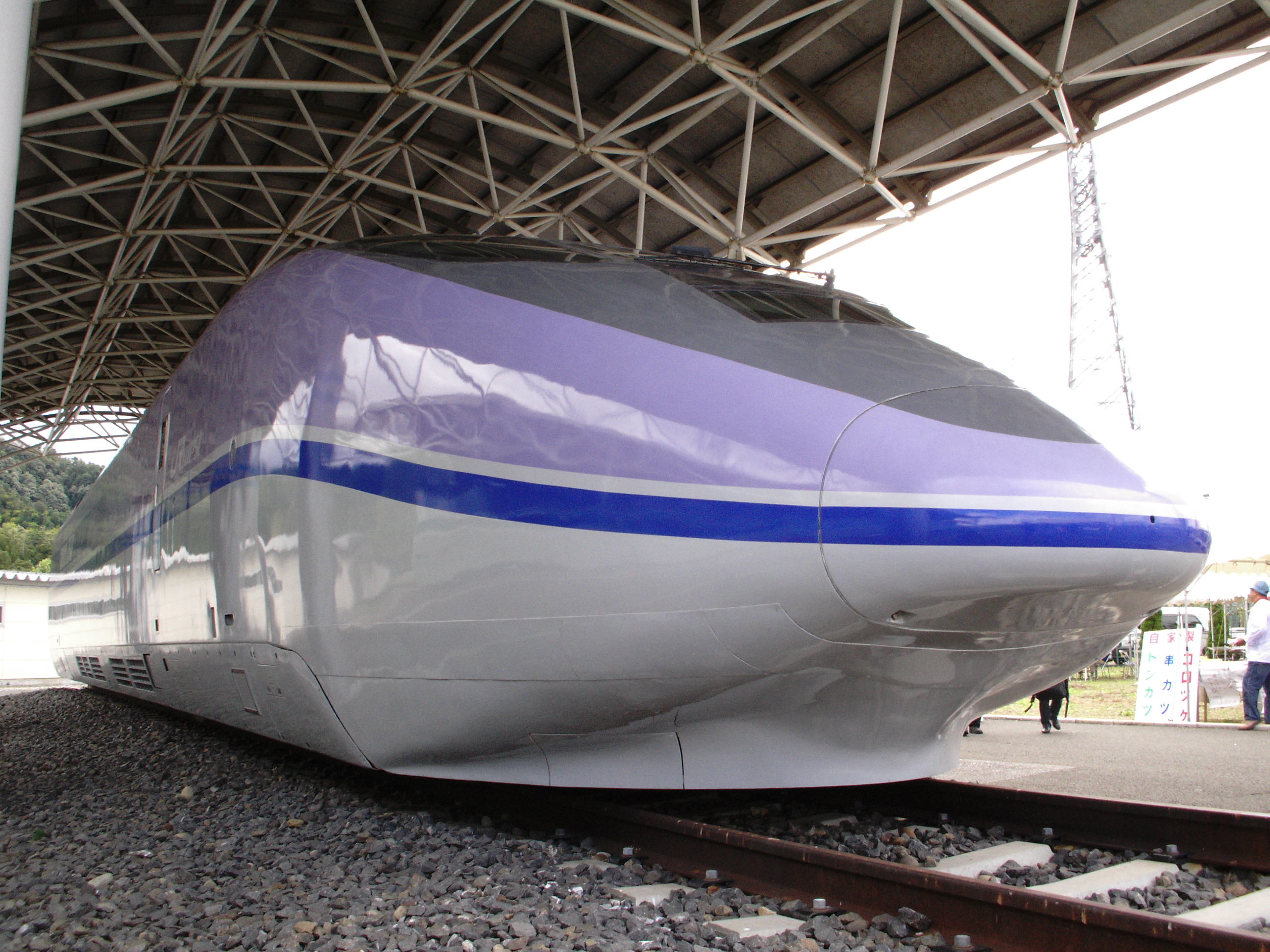
Glatte Front von Wagen 500-901
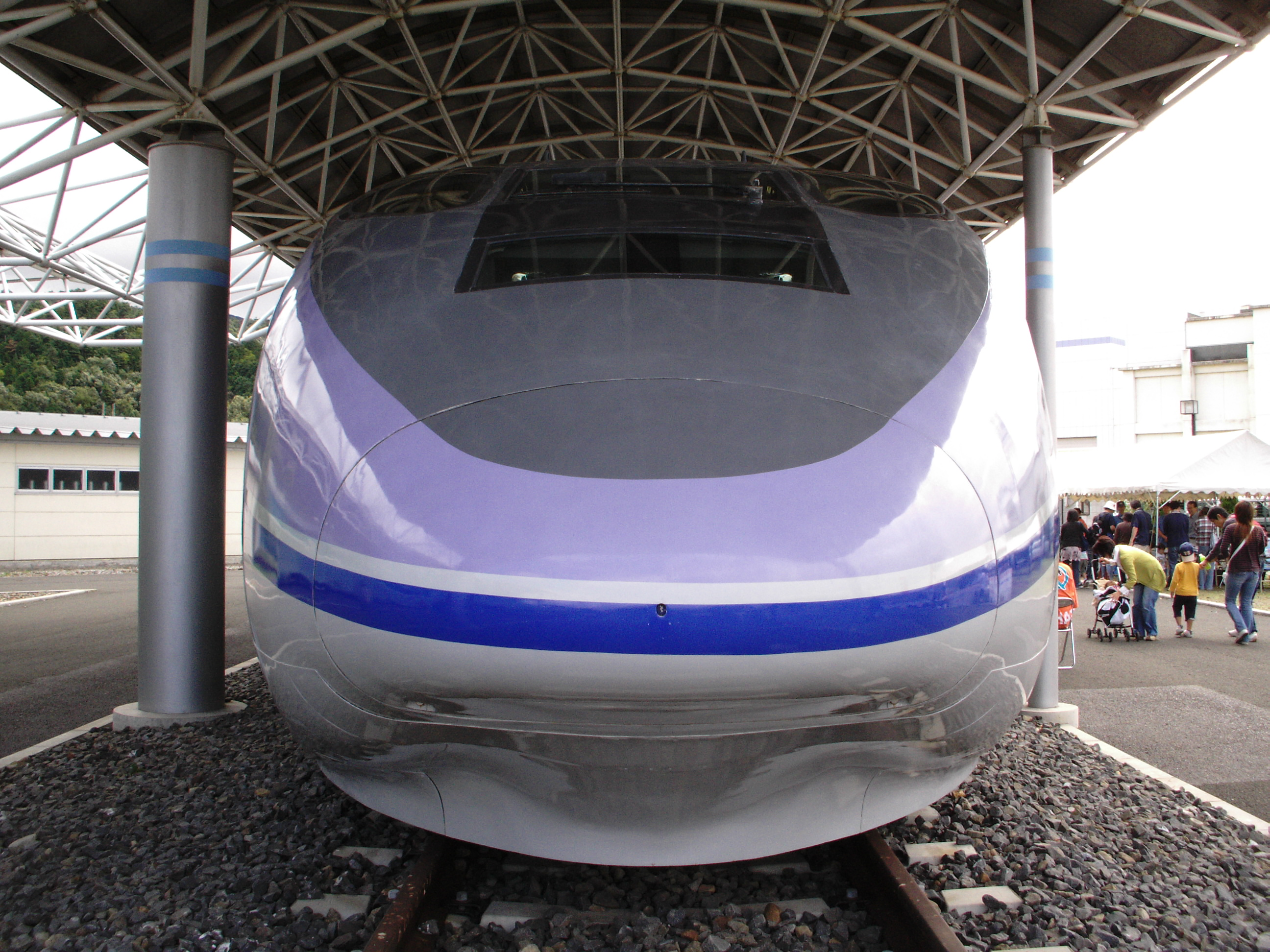
Frontalansicht von Wagen 500-901
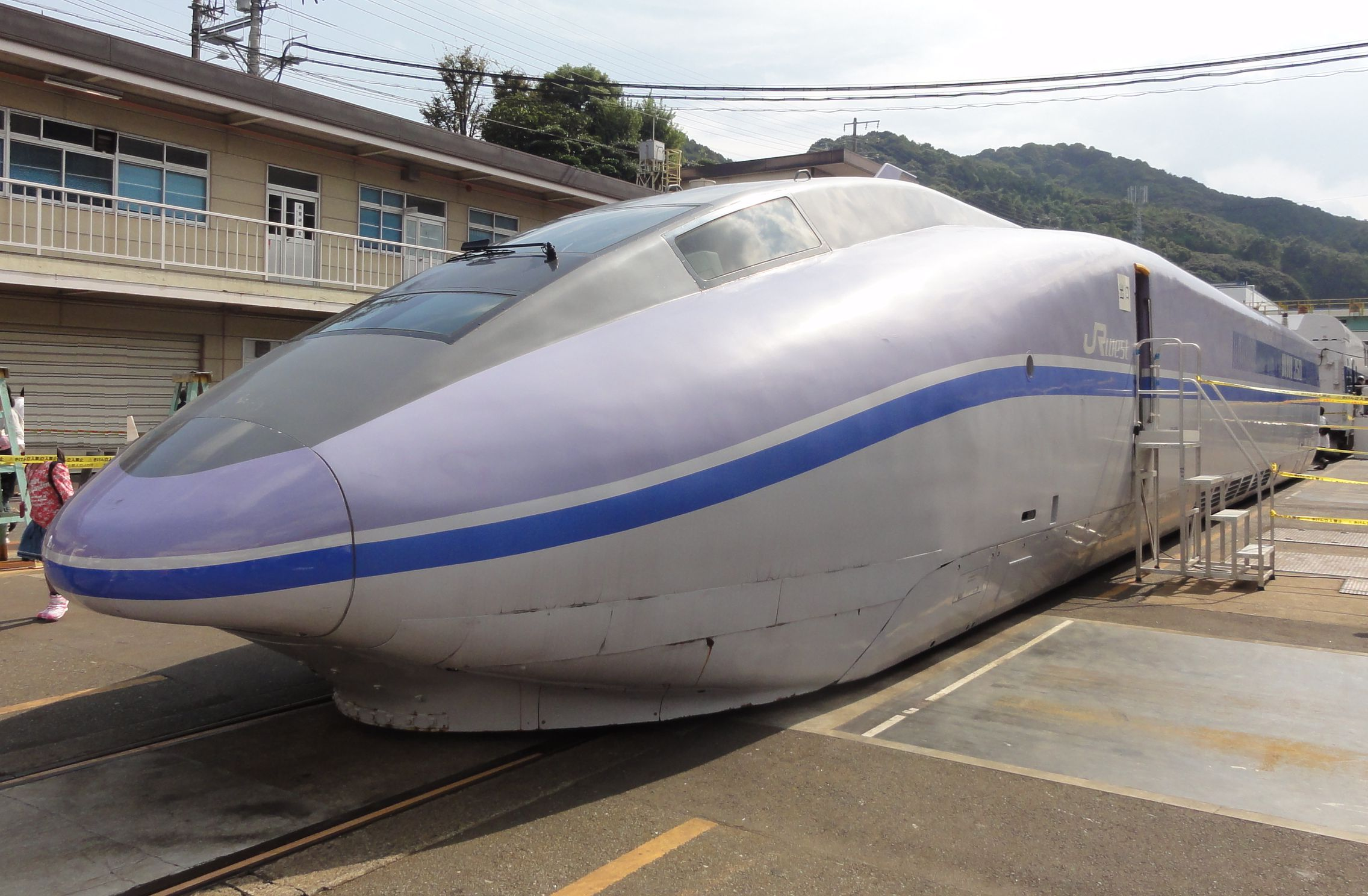
Wagen 500-906 mit Fahrerkanzel
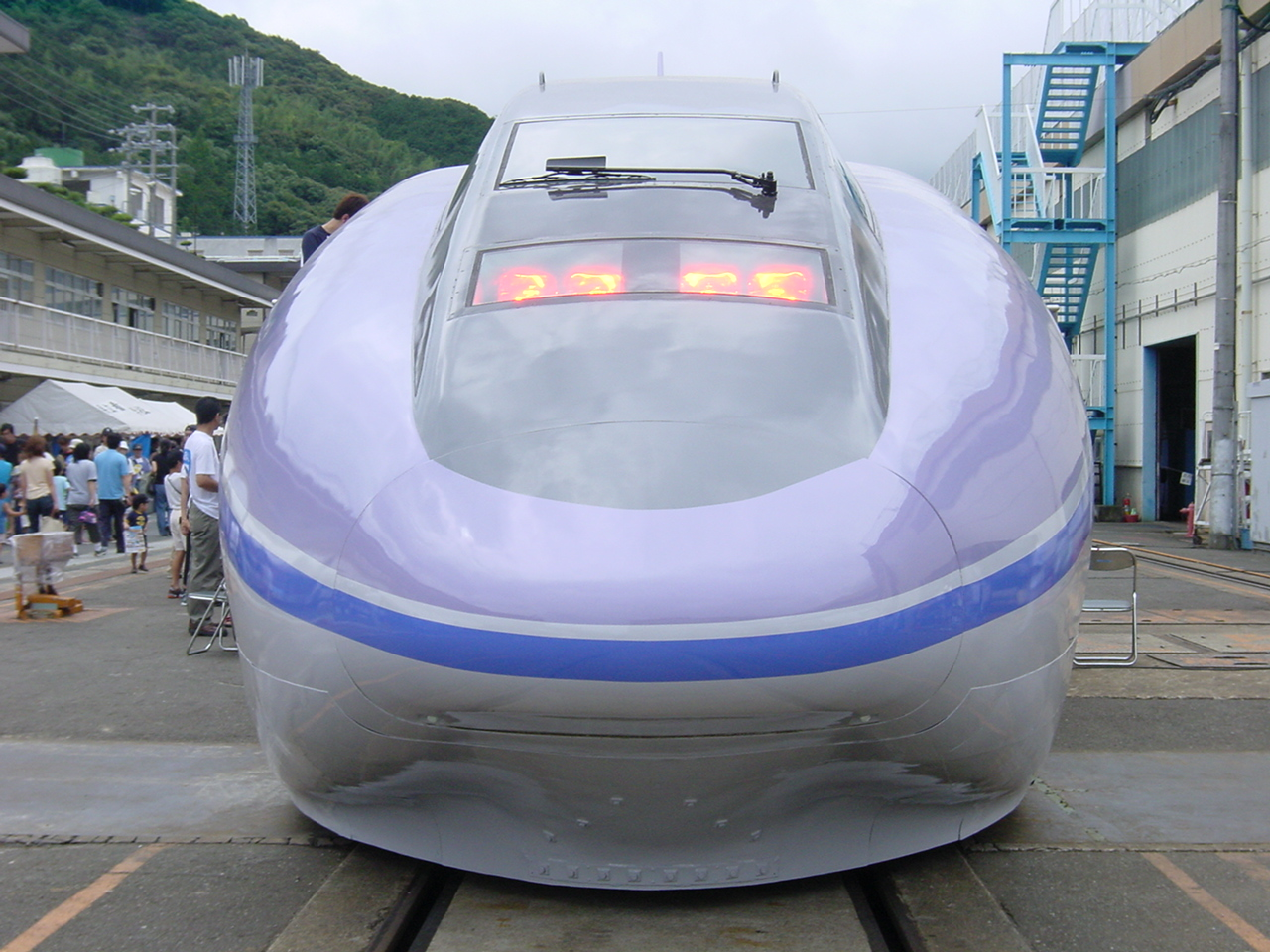
Frontalansicht von Wagen 500-906

## Fahrzeugformation
Die Baureihe 500-900 bestand aus sechs Wagen, von denen die Wagen 500-901 bis 500-903 Kawasaki Heavy Industries und die Wagen 500-904 bis 500-906 von Hitachi hergestellt wurden.
| Wagennr.      | 1       | 2          | 3       | 4             | 5          | 6       |
| Kennzeichnung | M'1c    | M'1p       | M1      | M2            | M'2p       | M2c     |
| Nummerierung  | 500-901 | 500-902    | 500-903 | 500-904       | 500-905    | 500-906 |
| Ausstattung   |         | Pantograph |         | 70 Sitzplätze | Pantograph |         |